# Cornelius Lanczos
« Lanczos » redirige ici. Pour les autres significations, voir Lanczos (homonymie) et Algorithme de Lanczos.
Cornelius Lanczos (forme internationalisée de Kornél Lánczos, [ˈkoɾneːl], [ˈlaːntsoʃ]), né Kornél Lőwy le  2 février 1893 à Székesfehérvár et décédé le 25 juin 1974 à Budapest, est un mathématicien et physicien hongrois.

## Biographie
Lanczos, de son vrai nom Kornél Lőwy, était le fils du juge Károly (Carolus) Lőwy ; il fréquenta l'école juive, avant d'être inscrit dans un lycée catholique (hu). Dans le climat anti-allemand de la Budapest de l’époque, il adopta le nom de Kornél Lánczos, sous lequel il continua de publier par la suite, même en langue allemande. Il étudia ensuite à partir de 1910 la physique (avec Roland Eötvös) et les mathématiques (sous la direction de Léopold Fejér) à l’Université de Budapest. Diplômé en 1915, il fut employé comme maître-assistant au Polytechnikum et passa sa thèse (qu'il envoya à Albert Einstein) sur la théorie de la relativité en 1921 sous la direction de Rudolf Ortvay à l’université de Szeged. Ne trouvant pas d'emploi en raison de sa religion, il travailla successivement à l’université de Fribourg, puis à l'université de Francfort en tant qu'assistant d’Erwin Madelung. Là, il découvrit par Richard Courant les idées de l'École mathématique de Göttingen. En 1924, il découvrit une solution exacte aux équations de la relativité générale, qui représente une configuration cylindrique de particules en rotation en bloc. Elle fut plus tard redécouverte par Willem Jacob van Stockum (en) et porte au XXIe siècle le nom de « poussière de van Stockum (en) ». C'est l'une des solutions les plus simples connues ; elle constitue un exemple important, en partie parce qu'elle détermine des courbes temporelles fermées. Lanczos soutint sa thèse d'habilitation à Francfort (1927) puis grâce à une bourse de la Notgemeinschaft der deutschen Wissenschaft, travailla en 1928-1929 à Berlin comme assistant d’Einstein, avec lequel il demeura toute sa vie en correspondance.
Il mena des travaux pionniers dans ce qu'on appelle la transformée de Fourier rapide (1942), mais l'importance de son travail n'a pas été saisie à temps, de sorte que la généralisation de la « FFT » n'intervint qu'avec la publication de l'article fondamental de Cooley et Tukey (1965).
Employé au National Bureau of Standards à Los Angeles à partir de 1949, Lanczos continua de faire preuve d'une grande inventivité, développant plusieurs méthodes de calcul numérique aujourd'hui très connues, parmi lesquelles :
- l’algorithme de Lanczos, pour trouver les valeurs propres de matrices symétriques ;
- l’approximation sigma, technique de fenêtrage permettant de remédier au phénomène de Gibbs ;
- l’approximation de Lanczos (en), pour la fonction gamma ;
- la méthode du gradient conjugué pour la résolution itérative des systèmes d'équations linéaires de grande taille[3].

En 1962, Lanczos a montré que le tenseur de Weyl, qui joue un rôle essentiel dans la relativité générale, peut être obtenu d'un potentiel tenseur appelé potentiel de Lanczos (en).
Lanczos était considéré comme un professeur de physique atypique. Ses livres, tels que The Variational Principles of Mechanics (1949), montrent son sens de la pédagogie et son enthousiasme pour le sujet. Il dédia un autre de ses livres, Linear differential operators (1961), au Père Pire, « l'Apôtre de l'humanité universelle ».
Durant le maccarthisme, Lanczos fut soupçonné de liens avec le communisme. En 1952, il quitta définitivement les États-Unis et s'installa à l’Institut d'études avancées de Dublin, à Dublin, en Irlande. En 1960, la Mathematical Association of America lui décerna le Prix Chauvenet.

## Honneur
L'astéroïde (191341) Lánczos porte son nom.